# 吉米·麦克莱恩
小詹姆斯·普赖斯·麦克莱恩（英語：James Price McLane Jr.，1930年9月13日—2020年12月13日），美国前男子游泳运动员。他曾获得3枚奥林匹克运动会游泳比赛金牌。他也参加了1955年泛美运动会，共收获三枚金牌。